# Międzynarodowy kodeks nomenklatury zoologicznej
Międzynarodowy kodeks nomenklatury zoologicznej – zbiór zasad i zaleceń mających za zadanie promować stabilność i uniwersalność nomenklatury zoologicznej oraz zapewnić odrębność nazw wszystkich taksonów, opracowany przez Międzynarodową Komisję Nomenklatury Zoologicznej. Pierwsza oficjalna edycja pochodzi z 1961, jednak początki wydawania tego typu zbioru sięgają 1842. Obecna edycja pochodzi z 1999 roku i jest czwartą w kolejności (obowiązuje od 1 stycznia 2000), jednak przygotowywane jest nowe (piąte) wydanie kodeksu.
W kodeksie za zwierzęta uznawane są Metazoa oraz protisty wówczas, kiedy badacze traktują je jak zwierzęta. Zgodnie z artykułem 3 w kodeksie za początek nomenklatury zoologicznej uznawany jest rok 1758, w którym opublikowano dziesiąte wydanie Systema Naturae Karola Linneusza oraz Aranei Svecici Carla Alexandra Clercka. Wszystkie nazwy systematyczne ukute przed 1758 zostały zarzucone. Kodeks reguluje nazwy taksonów mających zarówno współczesnych przedstawicieli, jak i całkowicie wymarłych, jednak tylko należące do grup rodzinowej, rodzajowej lub gatunkowej (tj. mające rangę nadrodziny, podgatunku itd.). Niektóre artykuły kodeksu regulują również nazwy taksonów o wyższej randze. Międzynarodowy kodeks nomenklatury zoologicznej składa się z preambuły, 18 rozdziałów obejmujących 90 artykułów oraz glosariusza. W każdym artykule zawarty jest co najmniej jeden obligatoryjny zapis, niekiedy również zalecenia lub przykłady. W niektórych przypadkach przepisy kodeksu mogą zostać zmodyfikowane lub ominięte, jeśli ścisłe ich przestrzeganie może spowodować zamieszanie, jednak tylko za zgodą Międzynarodowej Komisji Nomenklatury Zoologicznej.
Międzynarodowy kodeks nomenklatury zoologicznej jest niezależny od innych kodeksów nomenklatury biologicznej. Jego oficjalnymi językami są angielski i francuski, Komisja może jednak upełnomocnić tekst w którymkolwiek języku i pod takimi warunkami, o jakich zadecyduje – staje się on wówczas równoprawny z angielskim i francuskim. W przypadku różnic merytorycznych między oficjalnymi tekstami Kodeksu ostateczne decyzje podejmuje Międzynarodowa Komisja Nomenklatury Zoologicznej. Przez wiele lat, zgodnie z artykułem 8.6 i artykułem 9, za oficjalnie opublikowaną pracę uznawano jedynie publikacje wydane na papierze lub w inny sposób, jeśli ich papierowe kopie są jednocześnie dostępne w co najmniej pięciu dużych, publicznie dostępnych bibliotekach wymienionych z nazwy w treści publikacji. Z powodu rosnącej liczby prac publikowanych w Internecie przed ukazaniem się w druku lub publikowanych wyłącznie w Internecie, wielu taksonomów krytykowało i ignorowało te przepisy kodeksu jako przestarzałe. W 2012 Komisja przegłosowała poprawki do artykułów 8, 9, 10, 21 i 78, dopuszczając kreowanie nowych nazw systematycznych w publikacjach internetowych, pod warunkiem ich wcześniejszej rejestracji w ZooBanku, podania dokładnej daty publikacji oraz numeru ISSN lub ISBN publikacji. Kodeks bywa też krytykowany za zbyt mało precyzyjne zapisy, nieobejmowanie swym zasięgiem całej nomenklatury zoologicznej i wyróżnianie zbyt małej liczby rang na niższych poziomach taksonomicznych.